# Amt Selent/Schlesen
Das Amt Selent/Schlesen ist ein Amt im Kreis Plön in Schleswig-Holstein.

## Mitgliedsgemeinden mit ihren Ortsteilen
1. Dobersdorf mit Charlottenhof, Friedrichsberg, Jasdorf, Lilienthal, Mörken, Neuenkrug, Schädtbek, Wulfskuhl, Wulfsburg, Timmbrook, Wildhaus, Rehburg, Moorsehden und Tökendorf
2. Fargau-Pratjau mit Burg, Fargau, Friedrichsfelde, Jackenmoor, Legbank, Pratjau, Gut Salzau, Hütten, Neu-Sophienhof, Ernsthausen, Münstertal und Sophienhof
3. Lammershagen mit Bauersdorf und Bellin
4. Martensrade mit Brook, Stellböken, Klinten, Wittenberg und Wittenbergerpassau
5. Mucheln mit Hasselburg, Sellin und Tresdorf
6. Schlesen mit Fernhausen, Friesenhof, Georgenfelde, Selkau und Ziegelhof
7. Selent

## Geschichte
Am 1. Oktober 1959 bildeten die Gemeinden Dobersdorf, Fargau, Pratjau, Schlesen und Stoltenberg aus dem bisherigen Amt Schlesen und die Gemeinden Lammershagen, Martensrade, Mucheln und Selent aus dem bisherigen Amt Selent das Amt Selent/Schlesen. 1974 fusionierten die Gemeinden Fargau und Pratjau.
Zum 1. Januar 2008 bildete das Amt eine Verwaltungsgemeinschaft mit der Gemeinde Raisdorf, die die Verwaltungsgeschäfte für das Amt führte. Die Gemeinde Stoltenberg trat zum gleichen Zeitpunkt aus dem Amt aus und dem Amt Probstei bei. Seit der Fusion der Gemeinden Raisdorf und Klausdorf zur Stadt Schwentinental am 1. März 2008 werden die Verwaltungsgeschäfte des Amtes von Schwentinental geführt.

### Amtsvorsteher
- Peter Wiegner (CDU, 2003–2013, Träger des Bundesverdienstkreuzes)
- Ulrike Raabe (CDU, seit 2013)

## Wappen
Blasonierung: „In Blau mit goldenem mit sieben grünen Buchenblättern belegten Bord ein nach links oben schwimmender silberner Fisch.“